# Maurice Minne
Maurice Minne (Anderlues, 22 september 1941 - Anderlecht, 6 augustus 2011) was een Belgisch volksvertegenwoordiger, senator en burgemeester.

## Levensloop
Apotheker van beroep, werd Minne in 1970 voor de toenmalige PSB verkozen tot gemeenteraadslid van Tubeke, waar hij van 1971 tot 1976 schepen en van 1983 tot 1994 burgemeester was. In 1994 werd hij opgevolgd door de PSC-kandidaat Raymond Langendries. In 2000 wilden de hogere partijinstanties dat hij een akkoord zou sluiten met zijn tegenstander, maar hij weigerde. Hij verliet de PS en vormde zijn eigen groep, Socialisme et Participation Tubizienne, die in de oppositie terechtkwam. Hij nam onder deze naam deel aan de gemeenteverkiezingen van 2006 en zetelde verder in de oppositie. In 2010 bewerkstelligde hij de verzoening tussen de twee socialistische groepen in Tubeke. Hij bleef nog gemeenteraadslid van de gemeente tot aan zijn dood in 2011, het gevolg van een slepende ziekte.
Van 1991 tot 1993 was Minne tevens voorzitter van de TEC-afdeling van Waals-Brabant. In januari 1995 volgde hij Jacky Marchal, die bestendig afgevaardigde werd van Waals-Brabant, op als rechtstreeks gekozen senator voor het arrondissement Nijvel. Hij bleef in de Senaat zetelen tot aan de wetgevende verkiezingen van mei 1995. Gedurende deze vijf maanden was hij ook lid van de Waalse Gewestraad en de Raad van de Franse Gemeenschap. Vervolgens zetelde hij van 1995 tot 1999 in de Kamer van volksvertegenwoordigers, in vervanging van de tot minister benoemde André Flahaut.